# Футерман Арон Якович
Футерман Арон Якович (3 січня 1910 — 17 серпня 1996) — український скульптор.

## Життєвий та творчий шлях
Арон Якович Футерман народився 3 січня 1910 року в селі Бехи Коростенського району в багатодітній єврейській сім'ї, де був старшою дитиною. Його батько, Яків Ісаакович, був майстром з хутряних виробів.
З 1917 року жив у Коростені. Вчився в залізничній школі № 37. З 1923 по 1927 роки навчався в Коростенській фабрично-заводській школі., В 1925—1929 р., ще навчаючись в школі, працював чорноробом на будівництві станції Коростень Південно-Західної залізниці. Після закінчення школи він вступає в Київський художній інститут, навчається в майстерні професорів Б. Кратка та М. Гельмана.
Ще будучи студентом, привертав увагу широкої громадськості власними творами. Першою значною роботою став проект пам'ятника Т. Г. Шевченку, який згодом виборов першу премію у конкурсі. Це був 1930 рік. В 1931 р. була
створена скульптурна група «Колективізація». Трохи згодом Арон Якович створює в мармурі барельєф письменника Максима Горького (1932) на замовлення української письменницької організації. У 1933 році Арон Футерман створив  бюст Анрі Барбюса. Митець  далі працює в галузі станкової та монументальної скульптури. Він — учасник першої та другої декад української літератури і мистецтва в Москві, багатьох республіканських та обласних художніх виставок.
З 1930 по 1933 працював викладачем скульптури у Київському художньому технікумі.
Після успішного закінчення художнього інституту в 1933 і до початку Великої Вітчизняної війни виконав сотні різноманітних робіт. Серед них — пам'ятники В. І. Леніну у Коростені, Новоград — Волинському, Алчевську, Щербинівці. В 1934 р. споруджено пам'ятник червоним партизанам в с. Анатоліївка Одеської області, згодом пам'ятник О. Пархоменку у Луганську, Погріваєву — в Одесі.
В 1937—1939 — викладач скульптури та директор Ворошиловградського художнього училища. В 1939 р. він стає членом Союзу художників СРСР.
З 1939 по 1941 — викладач та директор Київської художньої 10-річної школи. В той час Арон познайомився із своєю майбутньою дружиною — Тамарою Павлівною Малаховою, з якою прожив душа в душу 55 років, вона народила сина та доньку. Весілля відбулося 1 лютого 1940. У 1940 вступив до лав ВКП(б).
З перших же днів війни А. Я. Футерман — на фронті. Він став помічником начальника штабу артилерії 5-ї армії. Воював в Україні, Білорусі, Польщі, обороняв Сталінград, визволяв Керч, був поранений під Вінницею, а в одному з боїв біля станції Христинівка (Черкаська область) був тяжко поранений. День Перемоги зустрів на території Східної Пруссії. Демобілізувавшись, повернувся до Києва. Нагороджений медаллю «За оборону Сталінграда» (1942), орденом Червоної Зірки (1943), а також орденом Вітчизняної війни ІІ ст. та медаллю «За перемогу над Німеччиною у Великій Вітчизняній війні 1941—1945 рр.» (1946), медаллю «За оборону Києва» (1965), медаллю «Двадцять років Перемоги у Великій Вітчизняній війні» (1967), медаллю «Тридцять років Перемоги у Великій Вітчизняній війні» (1975) та «Сорок років Перемоги у Великій Вітчизняній війні» (1985).
Після Перемоги вчорашній воїн знову береться за скульптуру. Тема війни, її жертв та героїв на довгі роки стала однією з провідних у творчості А. Я. Футермана. Він приступив до неї, почавши з невеликих, майже ескізних композицій «Мати в евакуації», «Подвиг», «Лист з фронту», «Стояли насмерть», «Десант», «Комісар», «Партизанка», «Генерал Супрун».
Відомі твори скульптора — «Пам'ятник Н. К. Крупській», «Пам'ятник герою громадянської війни Л. Табукашвілі», «Генерал-майор В. І. Савін», «Біля новорічної ялинки», «Сини йдуть на фронт», «Тарас Шевченко у засланні». Арон Якович виконує ряд пам'ятників Т. Шевченку, Ф. Енгельсу, Л. М. Свердлову, Ф. Е. Дзержинському, Ф. А. Сергеєву (Артему). З'являються його декоративні роботи. Вони встановлені в таких містах як Петрозаводськ, Караганда, Брянськ, Сочі, Донецьк, Київ, Дніпропетровськ.
Значне місце в творчій біографії скульптора займають твори на медичну тему. Їх прототипами були реальні люди — лікарі, фельдшери, медсестри.
Композиційний пошук митця, який не перериваючись, продовжується протягом усього його творчого життя, на межі 50 — 60-х років закріпився у творах «Електрозварниця», «На гойдалці», «Висотники».
Крім згаданих творів слід також назвати «Подвиг», «Мати», «Пушкін», «Богдан Хмельницький з російським послом Бутурліним», «Двічі Герой Соціалістичної Праці Марія Марцун», «Т. Г. Шевченко і М. С. Щепкін», «Юність» та багато інших.
1970 р. — нагороджений медаллю «За доблесну працю». 1974 — присвоєно званняПочесний громадянин Коростеня.
Помер 17 серпня 1996 року.

### Виставки
Арон Якович Футерман узяв участь у більш ніж тридцяти художніх виставках, чотири з яких — персональні:
1968 р. — перша персональна виставка у Коростені,
1971 р. — персональна виставка в Києві,
1973 р. — друга персональна виставка у Коростені,
1980 р. — третя персональна виставка у Коростені.
- Виставки творів художників-фронтовиків (1946, 1969, 1970, 1985, 1986, 1987, 1988).
- виставки художників-ветеранів — 1976, 1978.
- Українська художня виставка: ІХ (1947), Х (1949).
- Виставки творів київських скульпторів (1969, 1979, 1982, 1983, 1984)
- Республіканська художня виставка, присвячена 150-річчю від дня народження Пушкіна (1949).
- Республіканська художня виставка, присвячена 100-річчю від дня смерті Т. Г. Шевченка (1961) та 150-річчю від дня народження Т. Г. Шевченка (1964) та інші.